# Хосе Коломер
Хосе Коломер (ісп. José Colomer, 10 червня 1935 — 24 січня 2013) — іспанський хокеїст на траві.
Бронзовий призер Олімпійських Ігор 1960 року.